# F.C. Viribus Unitis 100
L'Associazione Sportiva Dilettantistica F.C. Viribus Unitis 100, nota semplicemente come Viribus Unitis, è una società calcistica italiana di Somma Vesuviana (NA).
Il sodalizio vesuviano, fondato nel 1917, ha mutuato il nome dalla omonima corazzata della k.u.k. Kriegsmarine affondata a Pola durante la prima guerra mondiale. Ha disputato 18 campionati nel massimo torneo dilettantistico italiano, di cui 14 consecutivi, raggiungendo come miglior piazzamento il secondo posto nelle stagioni 2000-2001 e 2001-2002.
I colori sociali sono il blu ed il rosso. Gioca gli incontri casalinghi allo stadio "Felice Nappi" di Somma Vesuviana.
In passato il gruppo Ultras che sosteneva la Viribus Unitis 100 era denominato "Vecchi Ultras 93", oggi invece il principale gruppo è quello che prende il nome di "Supporter Sommesi".

## Storia

La Viribus Unitis 1982-1983.

Fondata nel 1917, militò esclusivamente nelle categorie regionali fino agli anni ottanta.
Nel 1980-1981 ottenne la storica ammissione al Campionato Interregionale tramite ripescaggio, dopo aver raggiunto la seconda posizione in Promozione. Disputò quattro campionati consecutivi nell'Interregionale, classificandosi al decimo posto nel 1981-1982, al quinto posto nel 1982-1983 e al nono posto nel 1983-1984 e nel 1984-1985.
Ripartito dalle categorie regionali, il club fu promosso nel Campionato Nazionale Dilettanti (ex Campionato Interregionale) nel 1997-1998, dopo essersi classificato al primo posto in Eccellenza da neopromosso.
Dopo due piazzamenti a metà classifica nelle stagioni 1998-1999 e 1999-2000, nella massima categoria dilettantistica la Viribus si rese protagonista di alcune annate di rilievo che la portarono a sfiorare la promozione in Serie C2 a più riprese: si classificò infatti seconda nel 2000-2001 e nel 2001-2002 – allorquando poté contare anche sul contributo realizzativo del prolifico attaccante Francesco Ingenito, che segnò 53 reti in questi due campionati – e terza nel 2002-2003 quando accumulò il minimo scarto di punti dal primo posto in questo positivo triennio.
Durante la stagione 2003-2004 i rossoblu videro cadere la loro imbattibilità casalinga al "Nappi", durata ben sei anni, nel corso della quale avevano ottenuto 40 vittorie e 16 pareggi, e raggiunsero il nono posto in campionato. La Viribus disputò i play-out nella stagione seguente in virtù del piazzamento in tredicesima posizione: pur uscendo sconfitta dalla doppia sfida valevole per la salvezza, venne ripescata evitando la retrocessione. Dopo essersi piazzata nella parte centrale della classifica nel 2005-2006 e nel 2006-2007, si ritrovò a disputare i play-out nel 2007-2008, riuscendo comunque a salvarsi.
Dopo il settimo posto conquistato nel 2008-2009, i vesuviani affrontarono un campionato travagliato, concluso in quindicesima posizione, salvandosi ancora attraverso i play-out. Nella stagione successiva la Viribus riuscì a piazzarsi in quinta posizione, venendo poi eliminata al primo turno dei play-off. Nel 2011-2012 il club si ritrovò nei bassifondi della classifica, non riuscendo alla fine ad evitare la retrocessione in Eccellenza, in seguito al piazzamento in sedicesima posizione e alla successiva sconfitta nello spareggio per l'accesso ai play-out.
A partire dalla stagione calcistica 2017-18 assume la denominazione di A.S.D. F.C. Viribus Somma 100 grazie alla fusione tra A.S. Cral Fincantieri Stabia ed A.S.D. Calcio Somma Vesuviana[21].

## Colori
I colori sociali della Viribus Unitis sono il rosso e il blu. La tradizionale divisa casalinga è a strisce verticali alternate di colore rosso e blu.

## Strutture

### Stadio
Lo stadio in cui la Viribus Unitis disputa le partite di casa è il comunale "Felice Nappi", intitolato alla memoria di un calciatore deceduto in un incidente automobilistico.
La struttura è dotata di due settori: i distinti per i padroni di casa e la curva per gli ospiti. Essa possiede un impianto di illuminazione che consente la disputa di gare in notturna. L'impianto ha una capacità totale di circa 2500 posti. Il campo di gioco è in erba naturale.

## Allenatori e presidenti
Di seguito sono raccolte in due tabelle le cronologie degli allenatori e dei presidenti del club.
- 1917-1958 ...
- 1958-1959  Angrisani
- 1959-1961 ...
- 1961-1962  Angrisani
- 1962-1963 ...
- 1963-1964  Angrisani
- 1964-1979 ...
- 1979-1980  Vitale
- 1980-1981  Francesco Lucchetti
- 1982-1983 Bandiera ITA Salvatore Rea
- 1994-1999  Nello Di Costanzo
- 1999-2000  Sebastiano Scarfato
 Ciro Muro
- 2000-2001  Nello Di Costanzo
- 2001-2002  Antonio Sorano
 Francesco Lucchetti
 Raffaele Di Fusco
 D'Avino
- 2002-2003  Esposito
 Francesco Farina
- 2003-2005  Renato Cioffi
- 2005-2006  Vincenzo Feola (1ª-2ª)
 Carmine Turco (3ª-?)
 Bruno Mandragora
- 2006-2009  Michele Cimmino
- 2009-2010  Michele Cimmino (1ª-29ª)
 Vincenzo Sacafa (30ª-31ª)
 Francesco Ingenito (32ª-34ª)
- 2010-2011  Francesco Ingenito
- 2011-2012  Renato Cioffi
 Francesco Ingenito
 Renato Cioffi
- 2012-2013  Pier Francesco Ulivi (1ª-5ª e 11ª-15ª)
 Ferretti (6ª-10ª)
 Tommaso Angrisani (16ª-26ª)
 Giuseppe Parsi (27ª-30ª)
- 2013-2014  Giuseppe Parisi
- 2014-2015  Angelo Ciccone
- 2015-2016 carica vacante[25]
- 2016-2017  Achille D'Onofrio
 Angelo Ciccone
- 2017-2018  Angelo Ciccone
 Carmine Raia
- 2018-2019  Giovanni Piccolo
 Angelo Ciccone
- 2019-2020  Stefano Moreno
 ...
 Francesco Lorenzo
- 2023-2024  Salvatore Tarantino

- 1917-1980 ...
- 1980-1981  Giuseppe D'Avino
- 1981-1994 ...
- 1994-2001  Gaetano Molaro
- 2002-2003  Mauro Polliere
- 2003-2004  Antonio Della Corte
- 2004-2005  Vincenzo Secondulfo
- 2005-2008  Antonio Della Corte
- 2008  Gennaro Secondulfo
- 2009-2011  Antonio Della Corte
- 2011-2013  Ciro Altea
- 2013-2015  Antonio Matrisciano
- 2015-2016 carica vacante[25]
- 2016-oggi  Gaetano Molaro
- 2018-oggi  Carlo Martino

## Palmarès

### Competizioni regionali
- Eccellenza: 1

1997-1998 (girone A)
- Promozione: 1

1996-1997 (girone B)
- Prima Categoria: 1

1994-1995 (girone ?)

### Altri piazzamenti
- Serie D:

Secondo posto: 2000-2001 (girone G); 2001-2002 (girone G)
Terzo posto: 2002-2003 (girone G)
- Promozione:

Terzo posto: 1995-1996 (girone B)
- Coppa Italia Serie D:

Semifinalista: 1999-2000
- Coppa Italia Dilettanti Campania:

Finalista: 1997-1998

## Statistiche e record

### Partecipazione ai campionati
| Livello | Categoria                       | Partecipazioni | Debutto   | Ultima stagione | Totale |
| ------- | ------------------------------- | -------------- | --------- | --------------- | ------ |
| 5º      | Campionato Interregionale       | 4              | 1981-1982 | 1984-1985       | 18     |
| 5º      | Campionato Nazionale Dilettanti | 1              | 1998-1999 | 1998-1999       | 18     |
| 5º      | Serie D                         | 13             | 1999-2000 | 2011-2012       | 18     |

## Tifoseria

### Gemellaggi e rivalità
Amicizie
- Terzigno
- Casertana[26]

Rivalità
- Sant'Anastasia
- Palmese
- Pomigliano[27]
- Sorrento
- Villa Literno[28]
- Vis Ariano Accadia[29]

In passato il gruppo Ultras che sosteneva la Viribus Unitis 100 era denominato "Vecchi Ultras 93", successivamente sciolto
Ad oggi il gruppo Ultras attivo che sostiene la Viribus Unitis 100 sono i "Supporters Sommesi"